# چونگجونگ، پادشاه گوریو
چونگ‌جونگ (زاده ۱۳۳۸) (حکومت ۱۳۴۸ - ۱۳۵۱) سی‌امین پادشاه گوریو بود. او پسر چونگ‌هه بود. او از سال ۱۳۴۸ تا سال ۱۳۵۱ به عنوان پادشاه گوریو حکومت کرد.